# محمد بن حسن آل الشيخ
محمد بن حسن آل الشيخ عالم دين سعودي، وعضو في هيئة كبار العلماء السعودية ورئيس مجمع خادم الحرمين الشريفين للحديث النبوي في المدينة المنورة. خطب خطبة يوم عرفة سنة 1440 هـ، ليكون الخطيب العاشر من خطباء عرفة في العهد السعودي.

## سيرته
هو محمد بن حسن بن عبد الرحمن بن عبد اللطيف بن عبد الرحمن بن حسن بن محمد بن عبد الوهاب، أحد أحفاد الشيخ محمد بن عبد الوهّاب، تعلم بالمدارس النظامية متدرجا بالابتدائية ثم الإعدادية ثم الثانوية، ثم التحق بعدها بجامعة الإمام محمد بن سعود الإسلامية بالرياض بكلية الشريعة، وبعد انتهائه من التحصيل الجامعي التحق بالمعهد العالي للقضاء وتخرج منه بدرجة الماجستير، ثم عمل محاضرا في كلية الشريعة لفترة عشر سنوات، عين بعدها على وظيفة عضو إفتاء برئاسة إدارة البحوث العلمية والإفتاء عام 1421 هـ.
عُيّن عضوًا بهيئة كبار العلماء السعودية عام 1426 هـ الموافق 2005 ، ثم عُيّن عضوًا متفرغًا في اللجنة الدائمة للبحوث والفتوى المتفرعة من هيئة كبار العلماء في الحادي عشر من رجب عام 1426 هـ، كما يشغل ال الشيخ رئاسة مجلس الأوقاف الفرعي بمنطقة الرياض، وتولى أيضًا الخطابة بجامع الشيخ محمد بن إبراهيم آل الشيخ بالرياض منذ عام 1412 هـ . وعُيّن في 27 محرم 1439 هـ رئيسًا لمجمع خادم الحرمين الشريفين للحديث النبوي في أمر ملكي.